# Polen i olympiska sommarspelen 1968
Polen deltog med 177 deltagare vid de olympiska sommarspelen 1968 i Mexico City. Totalt vann de fem guldmedaljer, två silvermedaljer och elva bronsmedaljer.

## Medaljer

### Guld
- Jerzy Kulej - Boxning, lätt weltervikt.
- Irena Szewińska - Friidrott, 200 meter.
- Jerzy Pawłowski - Fäktning, sabel.
- Józef Zapędzki - Skytte, snabbpistol.
- Waldemar Baszanowski - Tyngdlyftning, 67,5 kg.

### Silver
- Artur Olech - Boxning, flugvikt.
- Józef Grudzień - Boxning, lättvikt.

### Brons
- Hubert Skrzypczak - Boxning, lätt flugvikt.
- Stanisław Dragan - Boxning, lätt tungvikt.
- Janusz Kierzkowski - Cykling, tempolopp.
- Irena Szewińska - Friidrott, 100 meter.
- Bogdan Andrzejewski, Michał Butkiewicz, Bogdan Gonsior, Henryk Nielaba och Kazimierz Barburski- Fäktning, värja.
- Witold Woyda, Zbigniew Skrudlik, Ryszard Parulski, Egon Franke och Adam Lisewski - Fäktning, florett.
- Henryk Trębicki - Tyngdlyftning, 56 kg.
- Marian Zieliński - Tyngdlyftning, 67,5 kg.
- Norbert Ozimek - Tyngdlyftning, 82,5 kg.
- Marek Gołąb - Tyngdlyftning, 90 kg.
- Elżbieta Porzec, Zofia Szczęśniewska, Wanda Wiecha, Barbara Hermela-Niemczyk, Krystyna Ostromęcka, Krystyna Krupa, Jadwiga Książek, Józefa Ledwig, Krystyna Jakubowska, Lidia Chmielnicka, Krystyna Czajkowska och Halina Aszkiełowicz - Volleyboll.